# Tellina magna
Tellina magna är en musselart som beskrevs av Lorenz Spengler 1798. Tellina magna ingår i släktet Tellina och familjen Tellinidae. Inga underarter finns listade i Catalogue of Life.